# تبلیغات مجازی

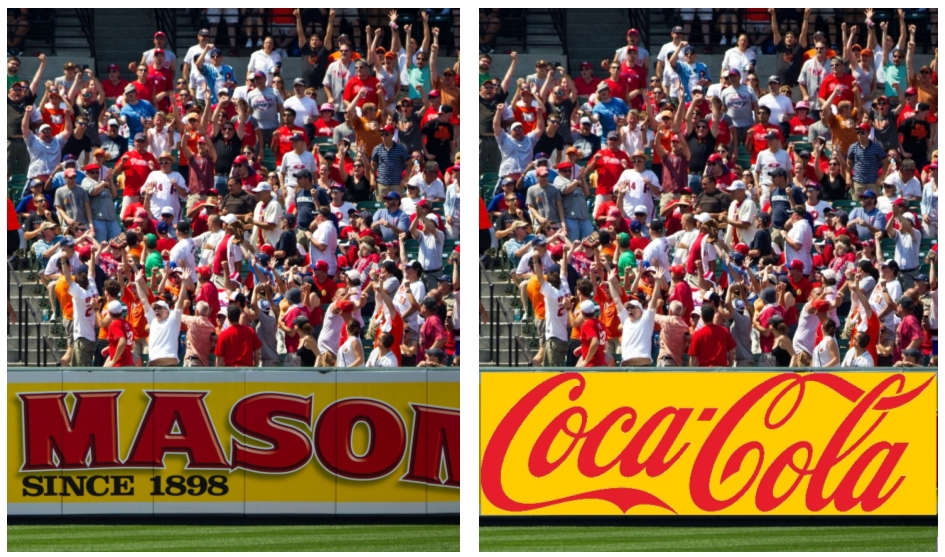
نمونه خیالی از یک تبلیغ باند مجازی ، تبلیغات اصلی استادیوم در سمت چپ ، فقط برای تماشاگران در استادیوم قابل مشاهده است ، تبلیغات تلویزیونی مجازی در سمت راست ، فقط برای تماشاگران در تلویزیون قابل مشاهده است.

تبلیغات مجازی (انگلیسی: Virtual advertising) استفاده از فناوری‌های دیجیتال برای درج تصاویر تبلیغاتی به برنامه‌های تلویزیونی زنده یا از پیش ضبط شده‌است. معمولاً از این فناوری در مسابقات ورزشی استفاده می‌شود. این فناوری به پخش کنندگان این اجازه را می‌دهد تا پنل‌های تبلیغاتی واقعی را با تصاویر غیر واقعی تعویض کنند.